# NGC 746
NGC 746 ist eine irreguläre Galaxie vom Hubble-Typ IBm im Sternbild Andromeda am Nordsternhimmel, welche etwa 38 Millionen Lichtjahre von der Milchstraße entfernt ist.
Sie wurde am 12. September 1885 von dem US-amerikanischen Astronomen Lewis A. Swift entdeckt.